# Première Ligue 2025/26
Die Saison 2025/26 der Première Ligue ist die 52. Ausspielung der französischen Frauenfußballmeisterschaft seit der offiziellen Anerkennung des Frauenfußballs im Jahr 1970 durch die FFF, den Fußballverband Frankreichs, und der ersten Austragung in der Saison 1974/75. Die ab vergangener Saison Première Ligue genannte, dem neu geschaffenen Ligaverband Ligue Féminine de Football Professionnel unterstehende Spielklasse wird im reinen Ligamodus in einer aus einer einzigen Gruppe bestehenden, zwölf Teams umfassenden, landesweiten höchsten Liga ausgetragen; in diesem Modus ist es die 34. Meisterschaft. Titelverteidigerinnen sind die Frauen des zu OL Lyonnes umbenannten Olympique Lyon.
Namenssponsor der Liga ist seit 2019 das Chemieunternehmen Arkema.
Der erste Spieltag ist für das Wochenende 5. bis 7. September 2025, der 22. und letzte Spieltag für den 6. Mai 2026 vorgesehen. Daran schließen sich im Mai die Playoffs zwischen den vier bestplatzierten Teams an, in denen die endgültige Konstellation an der Tabellenspitze festgelegt wird. Die Hinrunde endet am 20. Dezember, an die sich eine dreieinhalbwöchige Winterpause anschließt. Die Erstdivisionäre müssen zudem am Landes- und am erstmalig ausgetragenen Ligapokal teilnehmen.
Hauptspieltag bleibt der Sonnabend. Von den jeweils sechs Begegnungen der regulären Saison überträgt der Bezahlfernsehsender Canal+, der zudem die TV-Rechte an den Playoffs besitzt, zwei live, die restlichen vier sind kostenlos als Live-Streaming auf der Verbandsseite ffftv.fff.fr zu sehen.

## Qualifikation und Austragungsmodus
Für die Teilnahmeberechtigung wird ausschließlich das Abschneiden der Frauschaften in der Vorsaison berücksichtigt; qualifiziert sind die zehn dabei bestplatzierten Teams sowie zwei Aufsteiger aus der zweiten Liga (Seconde Ligue). 
Somit starten folgende zwölf Teilnehmer in diese neue Saison:
- aus dem Norden: FC Fleury, Le Havre AC, Aufsteiger RC Lens, Paris FC, Paris Saint-Germain FC, RC Strasbourg
- aus dem Westen: FC Nantes
- aus dem Südosten: Dijon FCO, der umbenannte Titelverteidiger OL Lyonnes, Aufsteiger Olympique Marseille, Montpellier HSC, AS Saint-Étienne

Die Meisterschaft wird zunächst in einer doppelten Punkterunde, der sogenannten Saison régulière, ausgespielt, in der jeder Teilnehmer in Heim- und Auswärtsspiel gegen jeden anderen antritt. Es gilt die übliche Drei-Punkte-Regel mit drei Punkten für einen Sieg, einem für ein Unentschieden und keinem für eine Niederlage; bei Punktgleichheit gibt zunächst der direkte Vergleich und bei Erforderlichkeit anschließend die bessere Gesamt-Tordifferenz, falls auch dann noch Gleichheit besteht, gegebenenfalls die höhere Zahl erzielter Treffer den Ausschlag. Am Ende der Saison müssen die zwei Tabellenletzten absteigen, die für die kommende Spielzeit durch zwei Aufsteiger – die beiden Erstplatzierten der zweiten Liga – ersetzt werden.
Die Frauschaften auf den vier Spitzenplätzen hingegen haben am Saisonende noch Playoffs auszutragen, in denen in jeweils nur einem Aufeinandertreffen die Gewinner der Halbfinals (Erster gegen Vierter beziehungsweise Zweiter gegen Dritter am 16. Mai) den Meister sowie die Verlierer den dritten französischen Qualifizierten für den Europapokalwettbewerb der folgenden Spielzeit ermitteln. Diese Endspiele sind für den 30. Mai 2026 terminiert. Eine solche Endrunde hatte der Verband zur Spielzeit 2023/24 erneut eingeführt.